# پل امسون
پل امسون (انگلیسی: Paul Emson؛ زادهٔ ۲۲ اکتبر ۱۹۵۸) بازیکن فوتبال اهل بریتانیا است.
از باشگاه‌هایی که در آن بازی کرده‌است می‌توان به باشگاه فوتبال دربی کانتی، باشگاه فوتبال دارلینگتون، باشگاه فوتبال گیتزهد، باشگاه فوتبال گریمزبی تاون، باشگاه فوتبال کترینگ تاون، و باشگاه فوتبال ورکسام اشاره کرد.